# Maracena
Maracena ist eine Gemeinde in der Provinz Granada im Südosten Spaniens mit 22.310 Einwohnern (Stand: 2024). Sie liegt drei Kilometer von Granada entfernt.

## Geschichte
Maracena ist eine ehemalige römische Ansiedlung. Dies belegt nicht nur der ursprüngliche Name Maratiena, der auf einen römischen Bürger Maratius hinweist, sondern auch der Fund eines Mühlsteines einer Ölmühle aus dem 2. Jahrhundert. Dieser wurde beim Bau der Siedlung Casería de los Titos gefunden.

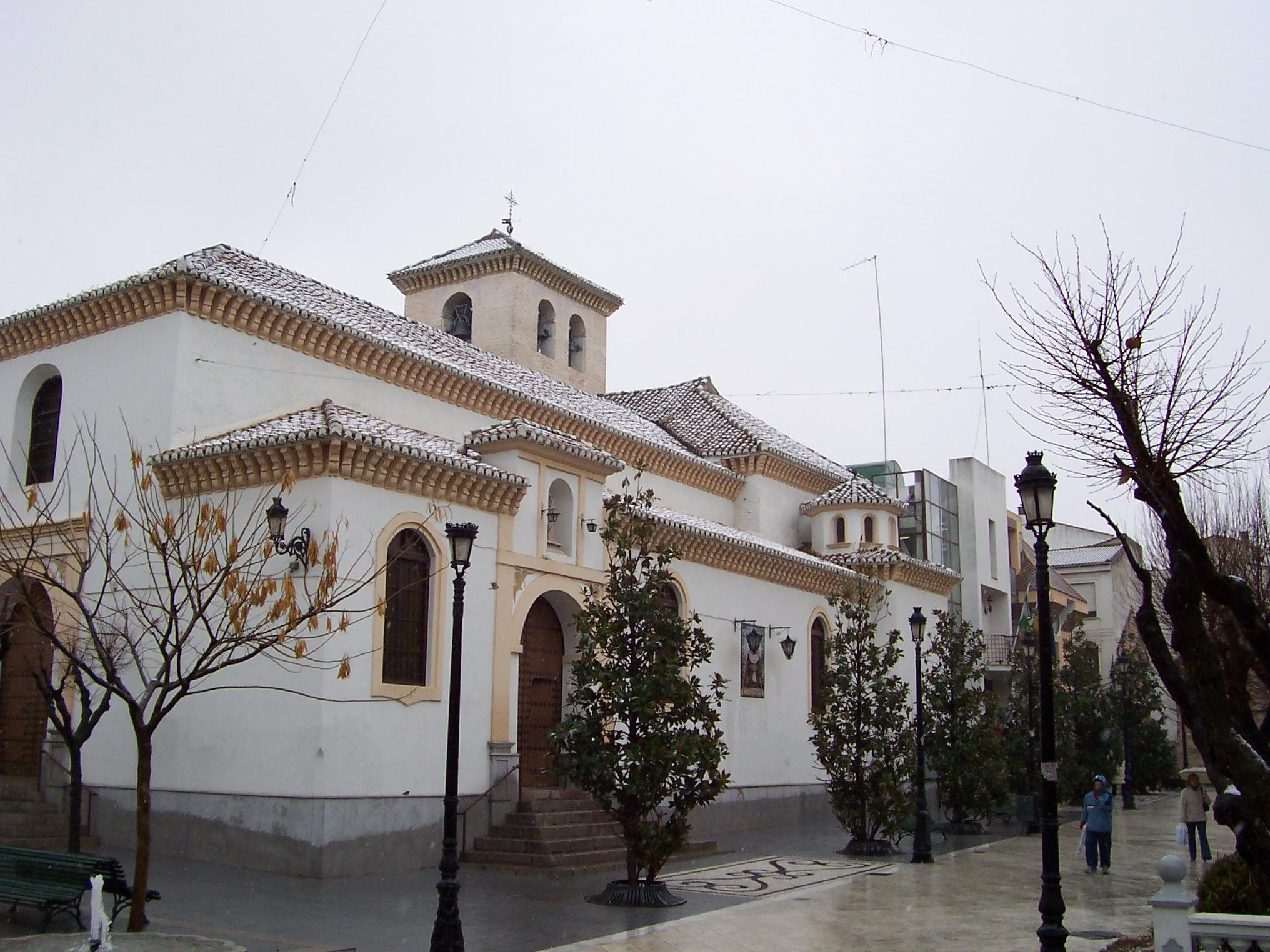
Iglesia de la Encarnación in Maracena

Während der Maurenzeit wurde das damalige  Marasana mehrmals durch die christlichen Herrscher angegriffen, da die unmittelbare Lage zur benachbarten Hauptstadt Granada als strategisch und versorgungstechnisch günstig galt. Alfons I. belagerte den Ort im Jahre 1126.  Nach der Eroberung Granadas und der Vernichtung der maurischen Bevölkerung siedelten sich Spanier an, die im Laufe der Jahrhunderte durch Landwirtschaft und Weinbau, sowie Tabakpflanzungen der Stadt wieder zu Wohlstand verhalfen.

## Sehenswertes
- Iglesia de la Encarnación stammt aus dem 16. Jahrhundert und ist den katholischen Königen Spaniens geweiht. Im Innern des im Mudejarstil errichteten Gebäudes befindet sich ein gotischer Altaraufsatz.[4]